# Grenadă F1 (Franța)
Acest articol se referă la grenada F1 de origine franceză.  Pentru alte sensuri, vedeți Grenadă F1 (dezambiguizare).
Grenada F1 este o grenadă de mână defensivă folosită de Franța în timpul Primului Război Mondial și în timpul celui de-al Doilea Război Mondial. Grenada F1, denumită și Mle 1915, este fabricată în România într-o variantă modernizată de către Uzina Mecanică Mija SA, subsidiară a companiei naționale ROMARM.

## Descriere
Grenada F1 a fost proiectată în timpul Primului Război Mondial, fiind livrată trupelor în primăvara anului 1915. F1 avea formă de pară și un înveliș caracteristic cu aspect de ananas, format din crestături longitudinale și transversale care ușurau fragmentarea corpului grenadei. Din anul 1917, grenadele F1 au folosit focosul automat perfecționat Billant. Acesta era impermeabil și acționa cu întârziere. Prin acționarea mecanismului de aprindere, percutorul aprindea încărcătura folosind o capsă detonantă. Explozia putea omorî sau neutraliza soldații inamici aflați în teren deschis pe o rază de 200 metri. Grenada s-a dovedit a fi o armă de succes, fiind copiată de către armata americană (Grenada MK1 care s-a dovedit a fi însă un eșec) și de forțele bolșevice din Rusia (Grenada F1 sovietică).
Grenada F1 folosea la începutul celui de-al Doilea Război Mondial focosul cu întârziere M1935. Acest model a reprezentat principala grenadă de mână defensivă a armatei franceze în timpul războiului. Grenada F1 a fost retrasă din dotarea trupelor franceze după război.